# Corinne Cléry
Corinne Cléry (ur. 23 marca 1950 w Paryżu) – francuska aktorka, znana przede wszystkim z filmu Moonraker, gdzie zagrała rolę Corinne Dufour. Po głośnym filmie Historia O pozowała do francuskiego magazynu "Lui". W 2009 roku wystąpiła we włoskiej edycji Tańca z gwiazdami.

## Wybrana filmografia
- Les Poneyttes (1967)
- Historia O (1975)
- Artystyczny kant (1976)
- Autostop (1977)
- L'Umanoide (1979)
- Moonraker (1979)
- Nienawidzę blondynek (1980)
- Yor, myśliwy z przyszłości (1983)
- Niebezpieczna obsesja (1986)
- Partia (1988)
- Vacanze di Natale 90 (1990)
- Les Mouettes (1991)
- Moscacieca (1993)
- Donna di cuori (1994)
- Le Roi de Paris (1995)
- Di Stramo (2008)